# Lev Chadash
Lev Chadash (in ebraico לב חד"ש, "Un cuore nuovo") è un'organizzazione dell'ebraismo riformato operante in varie città del mondo, in Italia opera a Milano, dal 2001, a Roma e Firenze, si definisce come "la prima sinagoga liberale in Italia". 
La congregazione è affiliata alla "Unione Mondiale per l'Ebraismo Progressivo" (WUPJ), che rappresenta le istanze dell'ebraismo riformato, che accoglie princìpi e valori propri della sensibilità e coscienza contemporanea all'interno della tradizione ebraica.
La congregazione è stata presieduta dal professor Ugo Volli fino al 2012. Per la sua fondazione un ruolo determinante è stato svolto da Becky Behar, che con forza ne ha caldeggiato l'istituzione seguendone da vicino i primi passi.